# Arent Arentsz
Pour les articles homonymes, voir Cabel.
Arent Arentsz, dit Cabel, né vers 1585 à Amsterdam, où il est enterré le 18 août 1631, est un peintre néerlandais.

## Biographie
Arent Arentsz est le fils du peintre Aert Pietersz et le petit-fils de Pieter Aertsen.

## Œuvre
- 1630 environ : Pêcheurs près du château de Muiden, à la National Gallery, à Londres.
- 1631 : 
  - Un chasseur d'oiseaux, au Rijksmuseum, à Amsterdam.
  - Paysage de rivière, avec des gitans, au Rijksmuseum, à Amsterdam.
  - Pêcheurs et paysans, au Rijksmuseum, à Amsterdam.
  - Pêcheurs et chasseurs, au Rijksmuseum, à Amsterdam.
- Pêcheurs sur les bords de l'Amstel, au Rijksmuseum, à Amsterdam.
- Patinage sur le IJ à Amsterdam, collection privée, à Londres.